# Lumkofel
Der Lumkofel ist ein Aussichtsberg im östlichen Riebenkofelkamm der Lienzer Dolomiten mit einer Höhe von 2287 m ü. A. Er liegt im Bereich der Katastralgemeinde Liesing im Lesachtal im Kärntner Bezirk Hermagor.
Vom Gipfel aus bietet sich eine weitreichende Aussicht vom Großglockner bis zu den Dolomiten, Karnische Alpen, Karawanken, Reißkofelgruppe, Lienzer Dolomiten, Hochstadel, Gailtal, Drautal etc.

## Anstiege
Der Aufstieg auf den Lumkofel ist auf zwei Arten möglich. Zum einen von der Ortschaft Klebas aus, weiter über den Fahrweg nach Tscheltsch und von dort bis zur Abzweigung Lumkofel-Riebenkofel-Millnitzsattel. Der weitere Weg führt über den sogenannten „Bruch“ und das Joch bis zum Gipfel. Die andere Möglichkeit besteht von der Ortschaft Assing aus über die Wiesen der Motalpe (Südseite des Lumkofels). Der Aufstieg nimmt jeweils 3½ bis 4 Stunden in Anspruch.